# 伊万帕太阳能发电设施
伊万帕太阳能发电设施是一个在加州莫哈韦沙漠的太阳热能工程，距离拉斯维加斯市西南40英里（64 公里），规划总容量392兆瓦（MW）。它部署了173,500 个定日镜聚焦太阳光在位于中央的太阳能发电塔锅炉塔，每个定日镜有两个反射镜。该项目的1号机组是在2013年9月的初始同步测试后并入电网发电。该设施正式开业于2014年2月13日，并且，它是目前世界上最大的太阳能热电站。

该项工程是由BrightSource能源公司和比奇特尔公司公司开发。工程造价有$22亿美元，并且工程最大的投资者是投资$3亿美元的位于新泽西州普林斯顿市的NRG Energy电力公司。谷歌公司贡献了1.68亿美元。 该项工程已获得来自美国能源部的$16亿美元贷款担保。根据Synapse Energy Economics估计，工程的估计建设成本（$5,561.00美元/千瓦）落在从煤炭电站的到核电站的建设成本之间，但是，这里并不把对于太阳能发电的不太有利的容量因子计算在内。该项目引起了一些争议，因为它在沙漠的位置被野生动物官员和环保人士认为是受到威胁的物种沙漠龟的重要栖息地。

## 描述

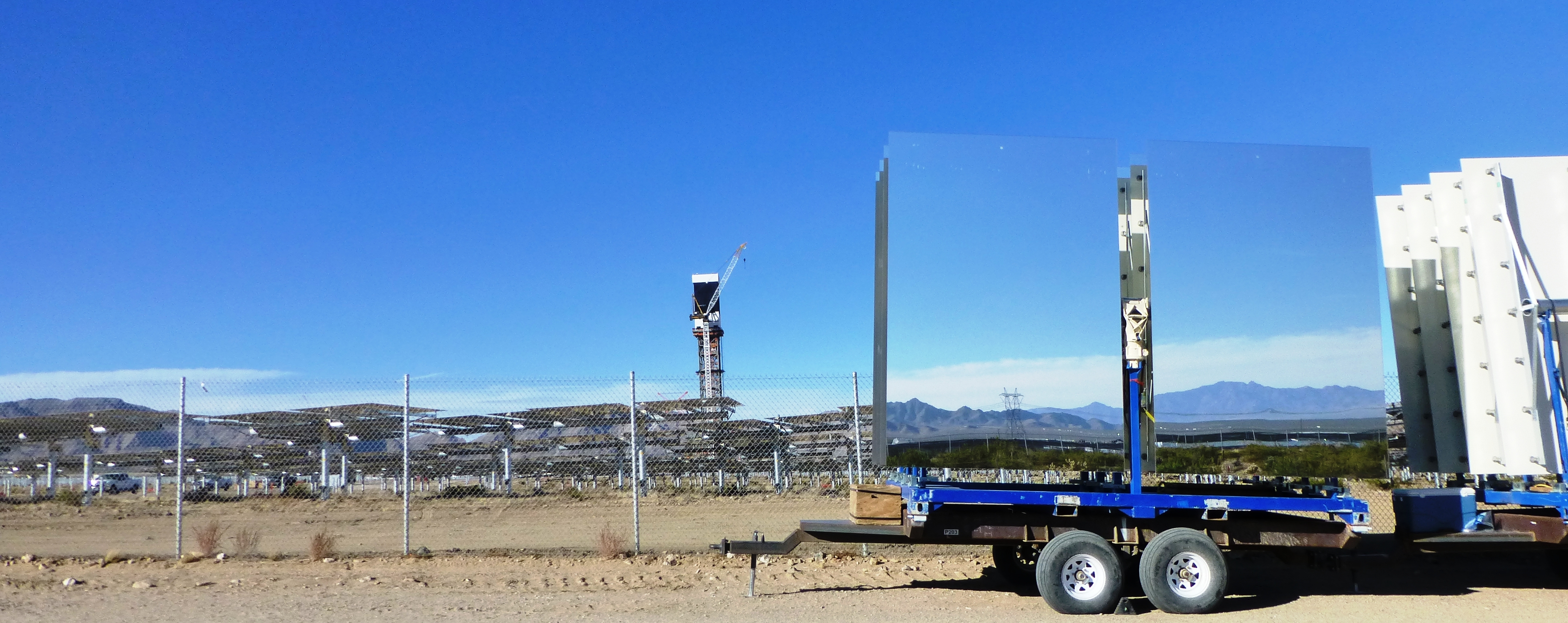
正在建设中的伊万帕太阳能发电系统的2号电力塔。卡车上的定日镜正等待被安装。

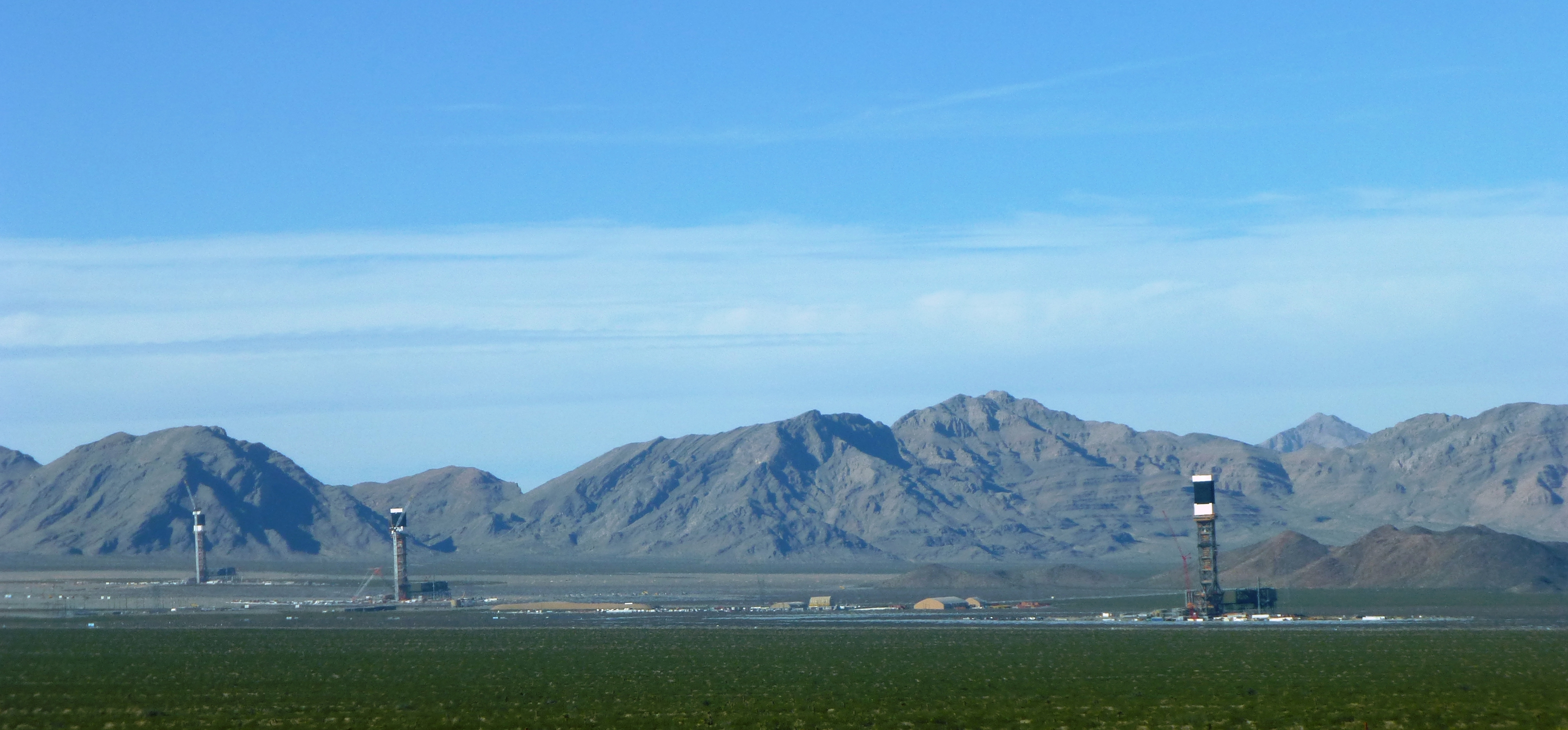
从Yates Well路上看到伊万帕太阳能发电系统的风景。远处可见Clark Mountain Range山。

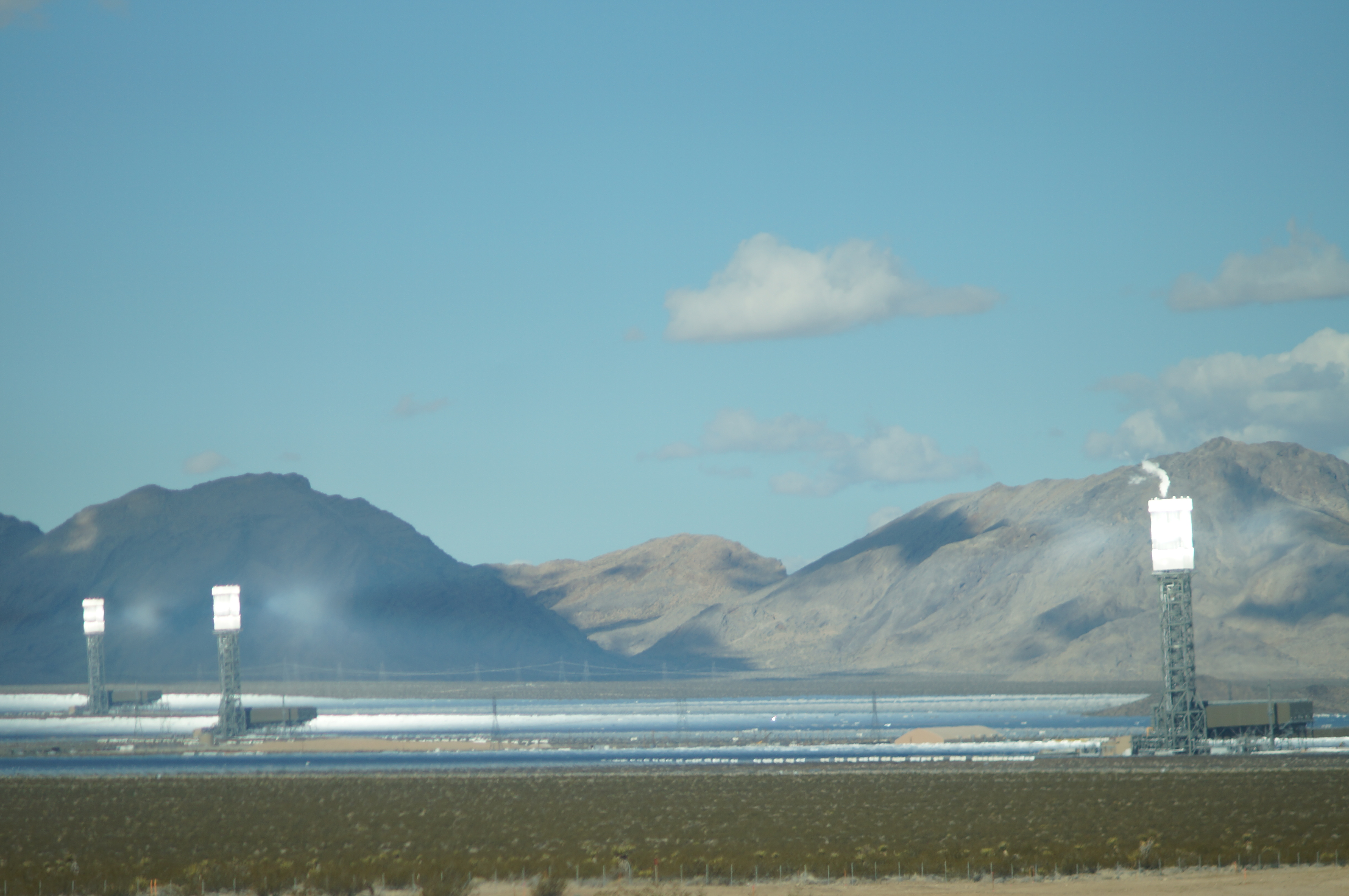
2014年2月，伊万帕太阳能发电系统的所有三个塔在加载。从15号州际公路拍摄。

伊万帕太阳能发电系统的3个太阳能热发电厂占地面积为4000英亩（1,600公顷）的公有土地，它的位置靠近美国西南部莫哈韦沙漠的加州-内华达的边界。附近是15号州际公路和加利福尼亚州伊万帕的北部。从附近的莫哈韦国家保护区和州立野地保护区都可以观看到这个地点。
该设施由定日镜场把太阳光聚焦在位于中央的太阳能发电塔接收器。接收器产生蒸汽来驱动特别改装的蒸汽涡轮发电机。对于第一个发电厂，订购了最大的完全以太阳能为动力的蒸汽涡轮发电机组，使用的是123-瓦特（165,000-匹馬力） 西门子公司的SST-900单壳体再加热涡轮机。除了蒸汽涡轮发电机之外，西门子公司提供仪表和控制系统。2010年10月取得了最终审批。在2010年10月27日，该项目在加州州长阿诺德·施瓦辛格，内政部长肯·薩拉查和其他政要聚集主持下在莫哈韦沙漠正式破土动工。因为建造它的决定位于生态完好的沙漠栖息地，该项目产生了争议。

## 奖项
在2014年8月, 伊万帕被电源杂志授予“年度电厂”的殊荣。 2012年2月，伊万帕被"美国太阳能发电"授予CSP（聚光太阳能热发电）年度项目。

## 发电塔

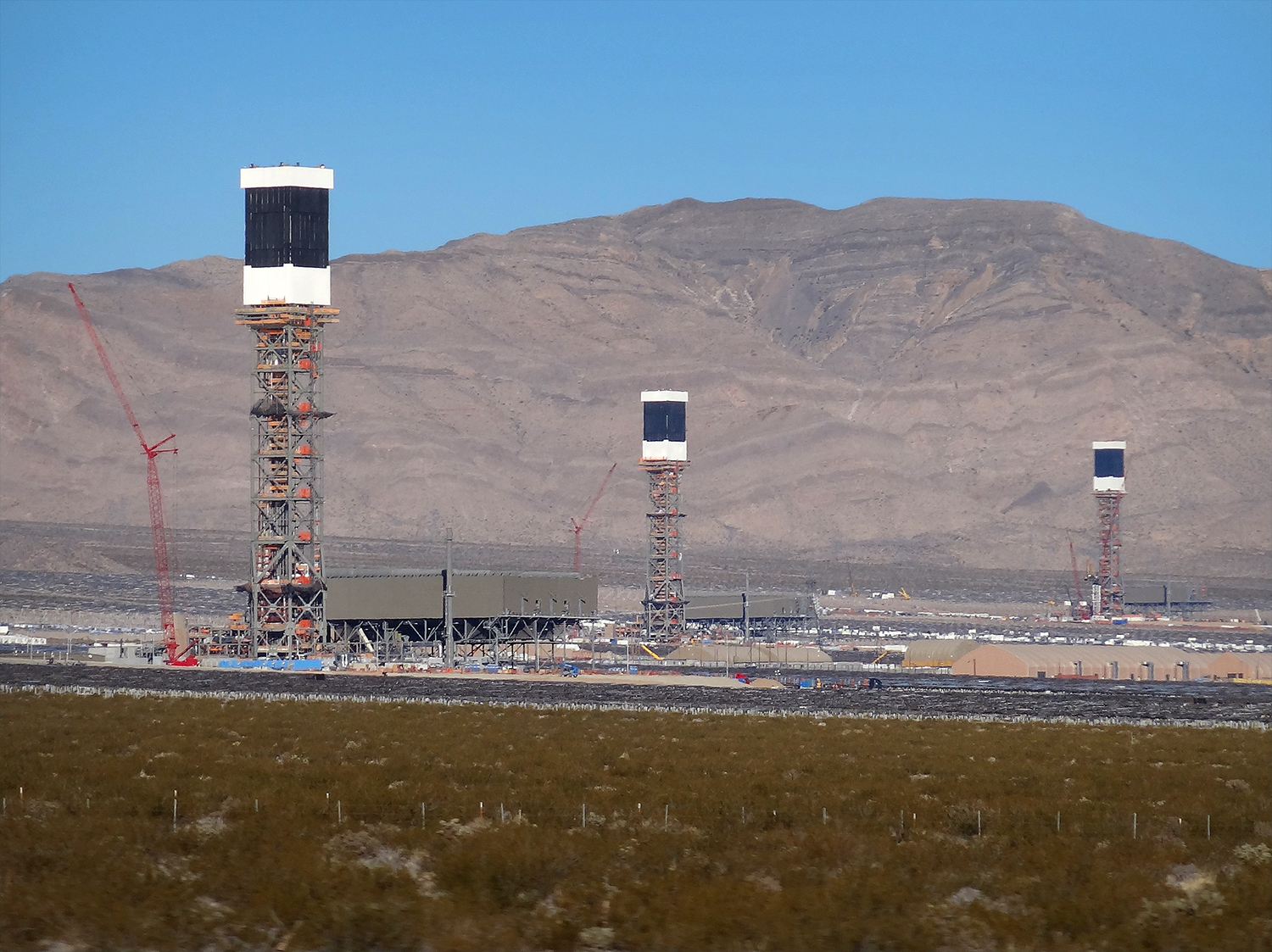
设施的三个发电塔。

伊万帕发电设施使用BrightSource Energy的"Luz Power Tower 550 technology" (LPT 550)。

## 图片
- 伊万帕太阳能发电设施在线。
- 伊万帕的东部太阳能塔在线。注意对锅炉两侧的阳光照射。
- 伊万帕太阳能发电设施的三个塔其中之一。
- 锅炉之一的严重曝光不足的一个特写。

## 参看
- 太阳能热能发电站列表（英语：List of solar thermal power stations）
- 太阳能发电系统（英语：SEGS）
- 在莫哈韦沙漠的太阳能发电厂（英语：Solar power plants in the Mojave Desert）
- 布莱斯太阳能发电项目（英语：Blythe Solar Power Project）